# Royal Cercle sportif nivellois
Dernière mise à jour : 7 août 2018.
Le Royal Cercle sportif nivellois (ou R. CS nivellois) est un club de football belge localisé dans la Ville de Nivelles dans la province du Brabant wallon. Fondé en 1954, le club est porteur du matricule 5710. Ses couleurs sont le bleu, le blanc et le rouge.
Le club a été créé dans la commune voisine de Baulers. Il s'installe à Nivelles après la dissolution du Royal Stade nivellois. Bien qu'il n'y ait aucun lien administratif ni fusion entre les deux entités, on considère familièrement que l'actuel matricule poursuit l'histoire de l'ancien club.
Le R. CS nivellois évolua 8 saisons dans les séries nationales, toutes au quatrième niveau. Il évolue en troisième provinciale lors de la saison 2017-2018.

## Historique
- 1954 : Fondation de Jeunesse sportive baulersoise, affiliation à l'URBSFA et réception du matricule 5710.
- 1963 : Jeunesse sportive baulersoise (5710) déménagea à Nivelles et changea son nom en Cercle sportif nivellois (5710).
- 1996 : Cercle sportif nivellois (5710) accéda pour la première fois aux séries nationales. L'aventure dura 8 saisons.
- 2004 : Cercle sportif nivellois (5710) fut reconnu Société royale et prit le nom de Royal Cercle sportif nivellois (5710). La même année, le club fut relégué en séries provinciales. Il n'apparut plus (à ce jour) en "nationale".

## Résultats dans les divisions nationales
Statistiques mises à jour le 21 juin 2013

### Bilan
| Niv | Divisions     | Jouées | Titres | TM Up | TM Down |
| --- | ------------- | ------ | ------ | ----- | ------- |
| I   | 1re nationale | 0      | 0      |       |         |
| II  | 2e nationale  | 0      | 0      |       |         |
| III | 3e nationale  | 0      | 0      |       |         |
| IV  | 4e nationale  | 8      | 0      |       | 1       |
| V   | 5e nationale  | 0      | 0      |       |         |
|     |               |        |        |       |         |
|     | TOTAUX        | 8      | 0      | 0     | 1       |

- TM Up : test-match pour départager des égalités, ou toutes formes de Barrages ou de Tour final pour une montée éventuelle.
- TM Down : test-match pour départager des égalités, ou toutes formes de Barrages ou de Tour final pour le maintien.

### Classements saison par saison
| Ordre               | Saison  | Nom du club  | Niveau            | Classement final | Remarques              |
| ------------------- | ------- | ------------ | ----------------- | ---------------- | ---------------------- |
| 1                   | 1996-97 | CS nivellois | Promotion série D | 6e/16            |                        |
| 2                   | 1997-98 | CS nivellois | Promotion série D | 11e/16           |                        |
| 3                   | 1998-99 | CS nivellois | Promotion série D | 9e/16            |                        |
| 4                   | 1999-00 | CS nivellois | Promotion série D | 9e/16            |                        |
| 5                   | 2000-01 | CS nivellois | Promotion série D | 6e/16            |                        |
| 6                   | 2001-02 | CS nivellois | Promotion série D | 8e/16            |                        |
| 7                   | 2002-03 | CS nivellois | Promotion série D | 12e/16           |                        |
| 8                   | 2003-04 | CS nivellois | Promotion série D | 13e/16           | Relégué après barrages |
| séries provinciales |         |              |                   |                  |                        |